# Xenorhina subcrocea
Xenorhina subcrocea är en groddjursart som först beskrevs av Menzies och Tyler 1977.  Xenorhina subcrocea ingår i släktet Xenorhina och familjen Microhylidae. IUCN kategoriserar arten globalt som otillräckligt studerad. Inga underarter finns listade i Catalogue of Life.